# Schopfibis (Lophotibis)
Der Schopfibis oder Mähnenibis (Lophotibis cristata) ist ein Vogel aus der Familie der Ibisse und Löffler. Er ist der einzige Vertreter der Gattung Lophotibis und kommt in zwei Unterarten endemisch auf der Insel Madagaskar vor.

## Unterarten
- L. c. cristata (Boddaert, 1783)
- L. c. urschi (Lavauden, 1929)

## Aussehen
Der Schopfibis ist ungefähr 50 cm groß. Die Grundfärbung des Gefieders ist braun bis schwarzbraun, die vordere Hälfte der Flügel weiß. Der Kopf ist schwarz mit grünlich metallischem Schimmer und einem nackten, roten Gesichtsfeld hinter dem Schnabel und um das Auge herum. Am Hinterkopf sind Schopffedern, die schwarz mit weißen Anteilen sind. Der nach unten gekrümmte Schnabel ist gelblich.

## Nahrung und Nahrungserwerb
Die Nahrung des Schopfibisses besteht aus Insekten und deren Larven, Würmern, Schnecken und deren Eiern, Heuschrecken, Spinnen, seltener auch aus kleinen Säugetieren, Reptilien und Amphibien. Die Nahrung sucht der Vogel in Paaren oder kleinen Gruppen schreitend und seinem Schnabel tief im Waldboden stochernd.

## Fortpflanzung
Die Brutsaison ist in der Regenzeit, zwischen September und Januar.
Die großen Nester werden aus Zweigen, Gras und Blättern auf horizontalen Ästen oder Astgabeln in Bäumen. Das Gelege besteht aus zwei oder drei Eiern.